# Liste der Naturdenkmale in Gammelshausen
| Naturdenkmale | Anzahl |
| ------------- | ------ |
| FND           | 1      |
| END           | 0      |
| Gesamt        | 1      |

Die Liste der Naturdenkmale in Gammelshausen nennt die verordneten Naturdenkmale (ND) der im baden-württembergischen Landkreis Göppingen liegenden Gemeinde Gammelshausen. In Gammelshausen gibt es insgesamt ein als Naturdenkmal geschützte Objekte, es handelt sich um ein flächenhaftes Naturdenkmal (FND), es gibt kein Einzelgebilde-Naturdenkmal (END).
Stand: 31. Oktober 2016.

## Flächenhafte Naturdenkmale (FND)
| Name                     | Bild | Kennung     | Einzelheiten  | Position | Fläche Hektar | Datum         |
| ------------------------ | ---- | ----------- | ------------- | -------- | ------------- | ------------- |
| Bachriß Steinriegel      | BW   | 81170230001 | Gammelshausen | ⊙        | 0,1           | 15. Dez. 1999 |
| Legende für Naturdenkmal |      |             |               |          |               |               |